# Fritz Nolde
Fritz Nolde (* 25. März 1904 in Leipzig; † 23. November 1980 in Potsdam) war ein deutscher Bildhauer und Widerstandskämpfer gegen den Nationalsozialismus.

## Leben und Werk
Fritz Nolde war der Bruder des Malers Karl Nolde (1902–1994). Nach dem Abschluss der Volksschule und einer Fachzeichenschule in Leipzig machte er von 1918 bis 1921 eine Lehre als Fotoretuscheur. Von 1921 bis 1924 studierte Nolde in Leipzig an der Staatlichen Akademie für Graphische Künste und Buchgewerbe bei Adolf Lehnert Bildhauerei. Danach arbeitete er als freischaffender Bildhauer in Leipzig. 1926/1927 studierte er daneben bei Hans Soltmann an der Tagesschule der Leipziger Akademie. Er wohnte mit seinem Bruder in Leipzig in der Josephstraße 26. 1927 richtete er sich in der Gundorfer Straße 19 ein Fotoatelier ein und trat der KPD bei. Von 1928 bis 1933 ging er an der Volkshochschule in den Zeichenzirkel von Alfred Frank, zu dessen Kreis antifaschistischer Künstler er dann gehörte. Ab 1929 war Nolde Mitglied der Leipziger Gruppe der Assoziation Revolutionärer Bildender Künstler Deutschlands (ASSO).
1934 wurde Nolde erstmals von der Gestapo verhaftet. In der Haft schuf er u. a. eine Folge von Zeichnungen „Das Leben eines Arbeiters“, die sich im Bestand des Museums der bildenden Künste Leipzig befindet. Von 1941 bis 1943 war Nolde im Zuchthaus Waldheim inhaftiert, von wo er in das Strafbataillon 999 entlassen wurde. Dort beteiligte er sich an der illegalen Arbeit einer kommunistischen Gruppe. 1945 geriet er in Ägypten in englische Gefangenschaft, aus der er 1947 in Griechenland entlassen wurde.
Nolde ging nach Ostberlin und 1962 nach Potsdam. Er arbeitete wieder als Bildhauer. Er machte Restaurationsarbeiten und wirkte mit bildhauerischen Arbeiten u. a. am Aufbau des Sowjetischen Ehrenmals im Treptower Park und der sowjetischen Botschaft in Berlin mit. Mitte der 1950er Jahre bildete er mit Erwin Damerow und einem weiteren Bildhauer (Kratochwil) die lose Künstlergruppe „Kranolda“. Sie schufen, auch mit anderen Künstlern, als Auftragswerke vor allem Porträt-Büsten und Großplastiken. Nolde war u. a. Mitglied der SED und des Verbands Bildender Künstler der DDR.

## Werke (Auswahl)

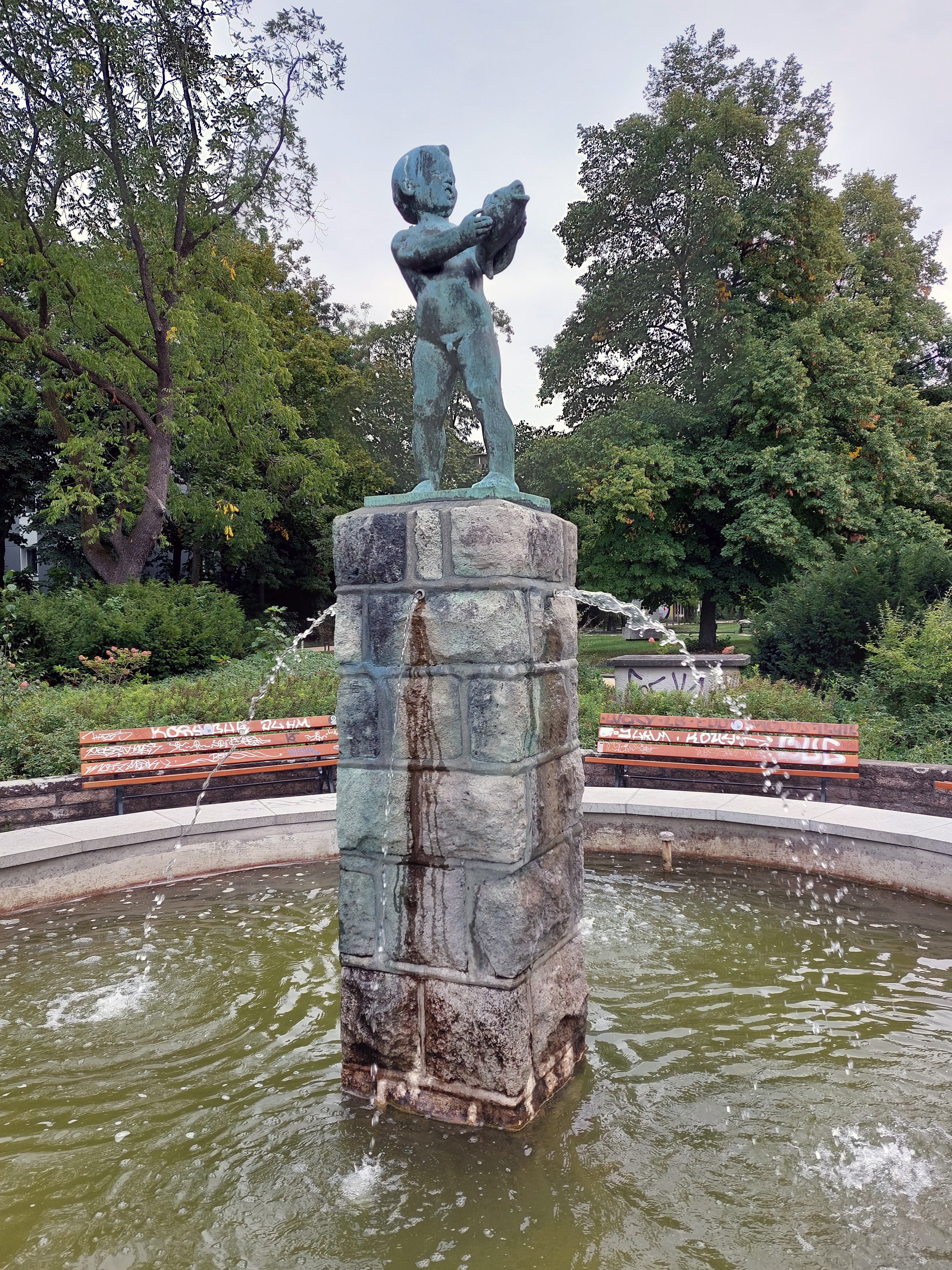
Brunnen Knabe mit Fisch

- Ausgepresster Prolet (Gips, getönt, 1928; im Bestand des Museums der bildenden Künste Leipzig)[8]
- Dina Gelbke (Büste, Terrakotta, 1929; im Bestand des Museums der bildenden Künste Leipzig)
- Ernst Thälmann (Büste, Bronze, 1952)[9]
- Knabe mit Fisch (Brunnen, Bronzefigur auf Brunnenstock aus Kunststein, 1958, Greifswalder Straße, Ecke Anton-Saefkow-Straße, Berlin; u. a. mit Erwin Damerow)[10]
- Spielende Bären (Kunststein, 1960; mit Erwin Damerow und Kratochwil; Gelände eines Kindergartens, Preußstraße Berlin-Pankow)[11]
- Rodelnde Kinder (Dreifigurengruppe, Bronze, 1972; im Berliner Volkspark Prenzlauer Berg; mit Erwin Damerow)[12]

## Ausstellungen (unvollständig)

### Postume Personalausstellung
2023: Wittenberg, Cranach-Stiftung (mit Karl Nolde)

### Ausstellungsbeteiligungen
- 1929: Leipzig, Juryfreie Kunstausstellung
- 1965: Leipzig, Museum der bildenden Künste („500 Jahre Kunst in Leipzig“)
- 1966: Potsdam, Stadtschloss („Aufbruch und Sieg. Die deutsche Arbeiterklasse in der Darstellung der bildenden Kunst 1890“)
- 1969 und 1974: Potsdam, Bezirkskunstausstellungen
- 1978/1979: Berlin, Altes Museum („Revolution und Realismus. Revolutionäre Kunst in Deutschland 1917 bis 1933“)
- 1979: Leipzig, Museum der bildenden Künste („50 Jahre Asso in Leipzig“)

#### Postum
- 1986: Leipzig, Museum der bildenden Künste („Worin unsere Stärke besteht. Kampfaktionen der Arbeiterklasse im Spiegel der bildenden Kunst“)